# Vic Reinders
Mathieu Antoine Victor ("Vic") Reinders (Maastricht, 7 augustus 1888 - 14 juni 1961) was een Nederlands dichter en kunstenaar.
In 1910 richtte Reinders samen met Jan Bakhoven, Guillaume Eberhard, Herman Gouwe, Rob Graafland, Henri Jonas, J. van der Kooy en Jos Narinx de Limburgse Kunstkring op. Van beroep was hij leraar Nederlands. Sinds de jaren dertig publiceerde hij gedichten, maar zijn eerste bundel verscheen eerst toen hij zestig jaar oud was.

## Publicaties
- Ogivaal. Verzen van Vic Reinders (1948)
- Druppels van stilte. Gedichten (1962)
- Mestreechter Veerskes (1962)